# Rebutia pulvinosa

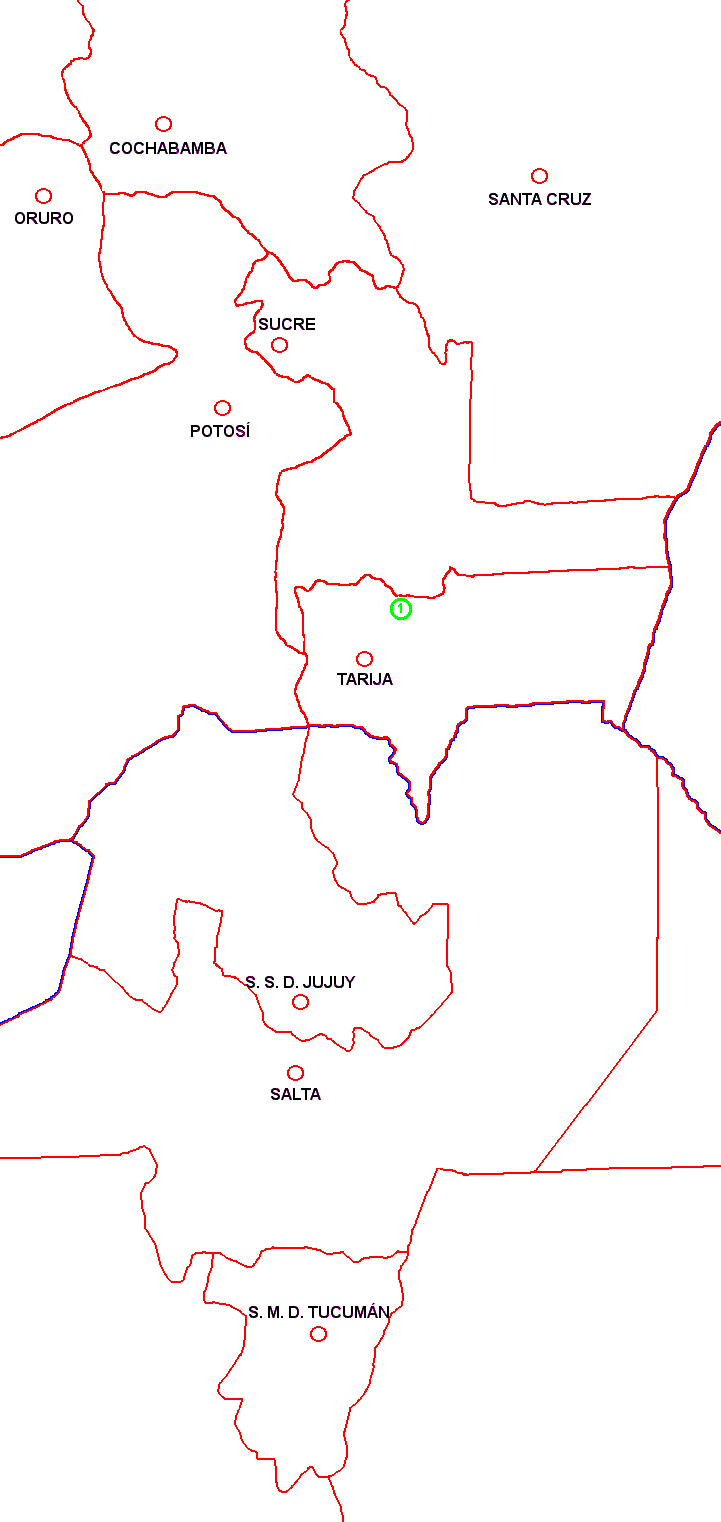
Mapa rozšíření R. pulvinosa

Rebutia pulvinosa je zajímavá rostlina sekce Aylostera s oranžovými květy a
trsovitým vzrůstem, od kterého je odvozeno její jméno, pulvinosus jako plný podušek,
poduškovitý, pulvinus je latinsky poduška.

 

## Rebutia pulvinosaRitter et Buining
Ritter, Friedrich; Buining, Albert F.H.; Taxon, 12: 29, 1963
Sekce Aylostera, řada Pulvinosa
Synonyma: 
- Aylostera pulvinosa (Ritt. et Buin.) Backeb., Descr. Cact. Nov., 3: 5, 1963

### Popis
Rostlina silně odnožující, tvořící polštáře, jednotlivé stonky kulovité až krátce válcovité, 25 – 30 mm široké, pokožka světle zelená, kořeny vláknité. Žeber asi 12, rozložená v zaokrouhlené, až 2 mm vysoké hrbolky; areoly oválné, asi 0,7 mm dlouhé a 0,5 mm široké, krémově bíle plstnaté. Okrajových trnů 15 – 22, jemné, bílé, paprskovitě rozložené, horní a dolní asi 1,5 mm, postranní 3 mm dlouhé; středových trnů 6, někdy více, poněkud silnější, asi 2 mm dlouhé, bílé až nahnědlé, se zesílenou hnědou bází.
Květy 15 – 20 mm dlouhé a široké; okvětní lístky až 7 mm dlouhé a 4 mm široké, kopisťovité, oranžově zbarvené; květní lůžko kulovité, asi 4 mm široké, zelené, s malými šupinami a malým množstvím bílé vlny a jednotlivými bílými vlasovými štětinami; květní trubka 2 mm široká, asi 8 mm dlouhá, na spodních 2 – 3 mm srostlá se čnělkou; nitky bílé, až 7 mm dlouhé; čnělka bílá, volná část asi 10 mm dlouhá, blizna s 5 – 6 roztaženými rameny v úrovni nejvyšších prašníků. Plod kulovitý, asi 5 mm široký, nazelenalý až oranžově hnědý, vysýchající. Semena matně černá, asi 0,7 mm dlouhá a 0,5 mm široká; testa velmi jemně hrbolatá; hilum okrouhlé,
bílé, bazální.

### Variety a formy
R. pulvinosa byla nalezena F. Ritterem roku 1958, jeho sběr FR 766 se stal podkladem k prvotnímu popisu a také zdrojem rostlin k rozšířením do sbírek. Rostliny tohoto původu jsou velmi jednotné. Následně snad byl druh sbírán A. Lauem, tento sběr nesl označení L 402. Rovněž rostliny s tímto označením ve sbírkách vykazují jen nepatrnou variabilitu a ani od původních Ritterových rostlin se výrazněji neliší, pokud zde však nedošlo k dodatečné záměně, neboť v jiných pramenech je sběr L 402 přiřazován k R. rubiginosa.

### Výskyt a rozšíření
Původní nález F. Rittera pocházel z bolivijského departamentu Tarija, z provincie Mendez. Typová lokalita R. pulvinosa leží v rokli, která ústí k Rio Pilaya, pod Cajas v oblasti se subtropickým klimatem v sousedství banánovníkových kultur. Na této lokalitě se kromě R. pulvinosa vyskytovala ještě Rebutia spec. FR 771, patřící snad k R. arvitaensis. Z bezprostřední blízkosti pochází rovněž typový sběr R. albiflora FR 766a. Také sběr A. Laua L 402 pochází z bolivijského departamentu Tarija, z provincie O'Connor, od Narvaez z nadmořské výšky 1600 m.